# (37846) 1998 DV6
1998 DV6 (asteroide 37846) é um asteroide da cintura principal. Possui uma excentricidade de 0.14075920 e uma inclinação de 5.38783º.
Este asteroide foi descoberto no dia 17 de fevereiro de 1998 por Spacewatch em Kitt Peak.